# José Franco
José Daniel Franco Aldana (ur. 17 października 2001 w Zacapie) – gwatemalski piłkarz występujący na pozycji napastnika lub skrzydłowego, reprezentant Gwatemali, od 2025 roku zawodnik Antigui GFC.